# میکس‌مگ
میکس‌مَگ (انگلیسی: Mixmag) یک مجلهٔ موسیقی رقص الکترونیک و کلابینگ بریتانیایی است که در لندن منتشر می‌شود. این مجله که در سال ۱۹۸۳ به‌عنوان یک مجلهٔ چاپی راه‌اندازی شد، به رویدادهای رقص، از جمله جشنواره‌ها و شب‌های باشگاهی منشعب شد.

## تاریخچه
نخستین شمارهٔ میکس‌مگ در ۱ فوریهٔ ۱۹۸۳ به‌عنوان یک مجلهٔ سیاه و سفید ۱۶ صفحه‌ای و توسط دیسکو میکس کلاب، سرویس پست دی‌جی، منتشر شد. نخستین جلد این مجله شامل تصویر گروه موسیقی آمریکایی شالامار بود.
هنگامی که موسیقی هاوس در دههٔ ۱۹۸۰ شکل گرفت، سردبیر و دی‌جی دیو سیمن مجله را از یک خبرنامه برای دی‌جی‌ها به مجله‌ای تبدیل کرد که کلیت فرهنگ موسیقی رقص و باشگاه‌های رقص را پوشش می‌داد.
در سال ۱۹۹۶ نسخهٔ آمریکایی این مجله با عنوان میکس‌مگ یواس‌ای عرضه شد. پس از فروخته‌شدن نسخهٔ بریتانیایی میکس‌مگ به ئی‌ام‌ای‌پی، این مجله به میکسر تغییر نام داد. انتشار آن به‌طور کلی در سال ۲۰۰۳ متوقف شد.
پس از یک تجربهٔ سقوط در فروش در سال ۲۰۰۳، میکس‌مگ در سال ۲۰۰۵ توسط دولوپمنت هل، خریداری شد و در سال ۲۰۰۷، نیک دکوزمو سردبیر این مجله شد. پس از آن نیز دانکن دیک در آوریل ۲۰۱۵ سردبیر این مجله شد. در سال ۲۰۱۲، گاردین در زمینهٔ بررسی عادات مصرف مواد در بریتانیا با میکس‌مگ همکاری کرد.
این مجله انتشار نسخهٔ چاپی خود را در طول دنیاگیری کووید-۱۹ متوقف کرد.
میکس‌مگ متعلق به شرکت ویستد تلنت است. این شرکت نام خود را در مهٔ ۲۰۱۷ از میکس‌مگ میدیا به نام کنونی تغییر داد.